# Giuseppe Ferrino
Giuseppe Ferrino (Pontestura, 12 settembre 1890 – 4 ottobre 1918) è stato un calciatore italiano, di ruolo attaccante.

## Caratteristiche tecniche
Giocava come interno e centravanti.

## Carriera

### Club
Calciatore nativo di Pontestura, era una riserva nella rosa del Casale nei primi anni '10. Esordì in massima serie il 3 marzo 1912 in U.S. Milanese-Casale 0-1. Mai utilizzato nel corso della stagione 1912-1913, fu impiegato nella finalissima della Prima Categoria 1913-1914 a Roma contro la Lazio il 12 luglio 1914, ancora come centravanti, per sostituire Gallina, assente per motivi di studio. Secondo il centrocampista Oreste Rosa, in campo quel giorno, ed il quotidiano "La Gazzetta dello Sport", fu Ferrino a segnare la prima rete degli ospiti, in contrasto con altre fonti, che riportano invece Pietro Ravetti come marcatore. Nel 1914-1915 trovò maggior spazio e giocò 3 partite, segnando un gol contro il Racing Libertas Club il 1º novembre 1914. Disputò anche la Coppa Federale 1915-1916, giocando e segnando contro la Valenzana il 30 gennaio 1916.

## La morte
Arruolato come soldato nel 5º reggimento di artiglieria da Campagna durante la Prima Guerra Mondiale, Ferrino morì a soli 28 anni per ferite riportate in combattimento, ad un mese esatto dal termine del conflitto, presso Sorgente della Madonnetta. I suoi resti riposano nel Sacrario del Montello.

## Statistiche

### Presenze e reti nei club
| Stagione      | Squadra       | Campionato    | Campionato | Campionato | Totale   | Totale |
| Stagione      | Squadra       | Comp          | Presenze   | Reti       | Presenze | Reti   |
| ------------- | ------------- | ------------- | ---------- | ---------- | -------- | ------ |
| 1911-1912     | Casale        | PC            | 1          | 0          | 1        | 0      |
| 1912-1913     | Casale        | PC            | 0          | 0          | 0        | 0      |
| 1913-1914     | Casale        | PC            | 1          | 0          | 1        | 0      |
| 1914-1915     | Casale        | PC            | 3          | 1          | 3        | 1      |
| 1915-1916     | Casale        | CF            | 1          | 1          | 1        | 1      |
| Totale Casale | Totale Casale | Totale Casale | 6          | 2          | 6        | 2      |

## Palmarès

### Club

#### Competizioni nazionali
- Campionato italiano: 1

Casale: 1913-1914